# Donn Clendenon
Donn Alvin Clendenon (Neosho, Misuri, 15 de julio de 1935-Sioux Falls, Dakota del Sur, 17 de septiembre de 2005), más conocido como Donn Clendenon, fue un jugador profesional estadounidense de béisbol que se desempeñó en la posición de primera base en las Grandes Ligas de Béisbol (MLB). Logró obtener el premio MVP (jugador más valioso de la Serie Mundial).

## Carrera
Clendenon jugó como profesional ocho temporadas en Pittsburgh Pirates (1961-1968), después pasó a Montreal Expos (1969), luego a New York Mets (1969-1971), posteriormente a St. Louis Cardinals, donde jugó una temporada (1972), y fue el equipo en el que se retiró.

## Premios
Fue galardonado con el MVP (jugador más valioso de la Serie Mundial) en una oportunidad (1969).